# Англезит
Англези́т (англ. Anglesit, свинцовый купорос, серно-свинцовая руда) — минерал, безводный сульфат свинца. Химическая формула PbSO4. Химический состав: PbO - 73,6% и SO3 - 26,4%. Изоморфен с баритом и целестином. Образуется в природе главным образом за счёт окисления галенита (сернистого свинца). Назван по месту первоначальной находки на острове Англси в Уэльсе.

## Свойства
Сингония ромбическая. Кристаллы англезита богаты комбинациями граней и разнообразны по форме, частью пирамидальной, частью укороченной, вертикально-столбчатой, частью горизонтально-столбчатой, также таблитчатой. Минерал обладает алмазным или жирным блеском, кристаллы бесцветны и часто прозрачны, но могут быть окрашены примесями в желтоватый или сероватый цвет. Твёрдость 3, плотность около 6,3. В соляной кислоте минерал трудно растворяется, в едком кали он вполне растворим.
Минерал токсичен, как и другие минералы свинца.

## Месторождения
Прекрасные кристаллы англезита находили в Баденвейлере, Шварценбахе и в Мисе (в Каринтии), в Моравиче и в Фельзэбании (в Венгрии), в Лидгильсе (в Шотландии), на острове Англези (отсюда название), главным образом в Иглезиасе и на Монте-Пони (в Сардинии), в Нерчинске (в Сибири) и в Фениксвилле (в Пенсильвании). В месторождениях, где А. находится в больших количествах, он входит в состав комплексных свинцовых руд и вместе с другими свинцовыми минералами используется для получения свинца.